# Sowjetarmee-Pokal 1969/70
Der Sowjetarmee-Pokal 1969/70 war die 30. Austragung des Pokalwettbewerbs im Fußball in Bulgarien. Im Finale kam es zur Neuauflage des Endspiels vom vergangenen Jahr. Lewski-Spartak Sofia setzte sich diesmal gegen Titelverteidiger ZSKA Septemwrijsko sname Sofia durch. Die letzten drei Runden wurden wegen der WM 1970 in Mexiko und der dazugehörigen Vorbereitung erst im August ausgetragen. Dadurch wurde die Saison in diesem Jahr durchgehend im K.-o.-System ausgetragen. Da Lewski-Spartak durch den Meistertitel bereits für den Europapokal der Landesmeister qualifiziert war, nahm der unterlegene Finalist am Pokalsiegerwettbewerb teil.

## Modus
In allen Runden wurde der Sieger in einem Spiel ermittelt. Stand es nach der regulären Spielzeit von 90 Minuten unentschieden, wurde der Sieger im Elfmeterschießen ermittelt. Wenn nach jeweils acht Elfmetern kein Sieger feststand, wurde gelost.

## Teilnehmer
| - Akademik Sofia - Arda Kardschali - Aviotechnik Plowdiw - Benkowski Negowanzi - DFS Beroe Stara Sagora - FC Botew Wraza - FC Dunaw Russe - Etar Weliko Tarnowo | - FK Gigant Belene - Juri Gagarin Kurilo - Lewski-Spartak Sofia - Lokomotive Burgas - DFS Lokomotive Plowdiw - Lokomotive Russe - DFS Marek Stanke Dimitrow - Mariza Plowdiw | - Metalurg Elisejna - Minjor Buchowo - DFS Pernik - Minjor Tschiprowzi - Minjor Rudosem - DFS Pirin Blagoewgrad - ZSK Slawia Sofia - AFD Sliwen | - DFS Spartak Plewen - ZSK Spartak Warna - AFD Trakia Plowdiw - Tscherno More Warna - FC Tschernomorez Burgas - Tscherweno sname Pawlikeni - Panajot Wolow Schumen - ZSKA Septemwrijsko sname Sofia |

## 1. Runde
|                            | Ergebnis               |                                |
| -------------------------- | ---------------------- | ------------------------------ |
| Metalurg Elisejna          | 1:2                    | Akademik Sofia                 |
| Lokomotive Russe           | 0:2                    | DFS Spartak Plewen             |
| Minjor Rudosem             | 1:0                    | Mariza Plowdiw                 |
| Aviotechnik Plowdiw        | 1:5                    | AFD Trakia Plowdiw             |
| Arda Kardschali            | 1:0                    | DFS Lokomotive Plowdiw         |
| Minjor Tschiprowzi         | 0:0 (1:3 i. E.)        | FC Botew Wraza                 |
| Panajot Wolow Schumen      | 1:0                    | FC Dunaw Russe                 |
| FK Gigant Belene           | 2:2 (6:7 i. E.)        | DFS Pernik                     |
| Tscherweno sname Pawlikeni | 1:2                    | Etar Weliko Tarnowo            |
| Lokomotive Burgas          | 0:1                    | FC Tschernomorez Burgas        |
| AFD Sliwen                 | (L) 0:0000 (5:5 i. E.) | DFS Beroe Stara Sagora         |
| DFS Pirin Blagoewgrad      | 1:1 (4:5 i. E.)        | DFS Marek Stanke Dimitrow      |
| Minjor Buchowo             | 1:6                    | ZSK Slawia Sofia               |
| ZSK Spartak Warna          | 1:2                    | Tscherno More Warna            |
| Juri Gagarin Kurilo        | 0:7                    | Lewski-Spartak Sofia           |
| Benkowski Negowanzi        | 0:5                    | ZSKA Septemwrijsko sname Sofia |

## Achtelfinale
|                                | Ergebnis |                           |
| ------------------------------ | -------- | ------------------------- |
| ZSKA Septemwrijsko sname Sofia | 5:0      | Minjor Rudosem            |
| Lewski-Spartak Sofia           | 4:0      | Arda Kardschali           |
| ZSK Slawia Sofia               | 2:1      | Panajot Wolow Schumen     |
| Tscherno More Warna            | 2:1      | Akademik Sofia            |
| DFS Spartak Plewen             | 1:0      | DFS Pernik                |
| AFD Trakia Plowdiw             | 3:1      | AFD Sliwen                |
| FC Botew Wraza                 | 2:3      | DFS Marek Stanke Dimitrow |
| FC Tschernomorez Burgas        | 1:2      | Etar Weliko Tarnowo       |

## Viertelfinale
|                                | Ergebnis |                           |
| ------------------------------ | -------- | ------------------------- |
| Lewski-Spartak Sofia           | 5:1      | DFS Marek Stanke Dimitrow |
| ZSKA Septemwrijsko sname Sofia | 5:1      | DFS Spartak Plewen        |
| ZSK Slawia Sofia               | 2:1      | Etar Weliko Tarnowo       |
| Tscherno More Warna            | 3:1      | AFD Trakia Plowdiw        |

## Halbfinale
|                                | Ergebnis |                     |
| ------------------------------ | -------- | ------------------- |
| Lewski-Spartak Sofia           | 2:0      | ZSK Slawia Sofia    |
| ZSKA Septemwrijsko sname Sofia | 4:0      | Tscherno More Warna |

## Finale
| Paarung                        | Lewski-Spartak Sofia – ZSKA Septemwrijsko sname Sofia |
| Ergebnis                       | 2:1 (1:0) |
| Datum                          | 25. August 1970 |
| Stadion                        | Wassil-Lewski-Stadion, Sofia |
| Zuschauer                      | 45.000 |
| Schiedsrichter                 | Dejan Natschew |
| Tore                           | 1:0 Pawel Panow (11.) 2:0 Zwetan Wesselinow (46.) 2:1 Boris Stankow (71.) |
| Lewski-Spartak Sofia           | Georgi Kamenski – Milko Gajdarski, Dobromir Schetschew, Stefan Aladschow, Georgi Todorow – Iwan Stojanow, Stefan Pawlow, Wassil Mitkow – Zwetan Wesselinow, Georgi Asparuchow , Pawel Panow Cheftrainer: Rudolf Vytlačil ( Tschechoslowakei)               |
| ZSKA Septemwrijsko sname Sofia | Stojan Jordanow – Iwan Zafirow (38. Kiril Stankow), Dimitar Penew, Boris Gaganelow – Boris Stankow, Georgi Denew, Zwetan Atanasow, Asparuch Nikodimow – Dimitar Jakimow, Petar Schekow (22. Plamen Jankow), Dimitar Maraschliew Cheftrainer: Manol Manolow |